# Oa
Oa (Plural: Oas).- Pleme američkih Indijanaca iz grupe Coronado koji su obitavali na donjem toku rijeke río Bobonaza u zoni gdje se sastaje s río Pastaza, u peruanskom graničnom području s Ekvadorom. Grupe pravih Coronado Indijanaca življahu u istom kraju u Peruu.  Jezik oa (oaki, deguaca, Santa Rosina) i srodni coronado pripadali su porodici Zaparoan. -Njihovi današnji potomci poznati su pod imenom Arabela. 